# Hadena detracta
Hadena detracta är en fjärilsart som beskrevs av Walker 1857. Hadena detracta ingår i släktet Hadena och familjen nattflyn. Inga underarter finns listade i Catalogue of Life.